# بنی‌حماد (دژ)
بنی‌حماد (عربی: قلعة بنی حماد) دژی در الجزایر است. این قلعه میراث جهانی یونسکو در الجزایر است.

## نگارخانه

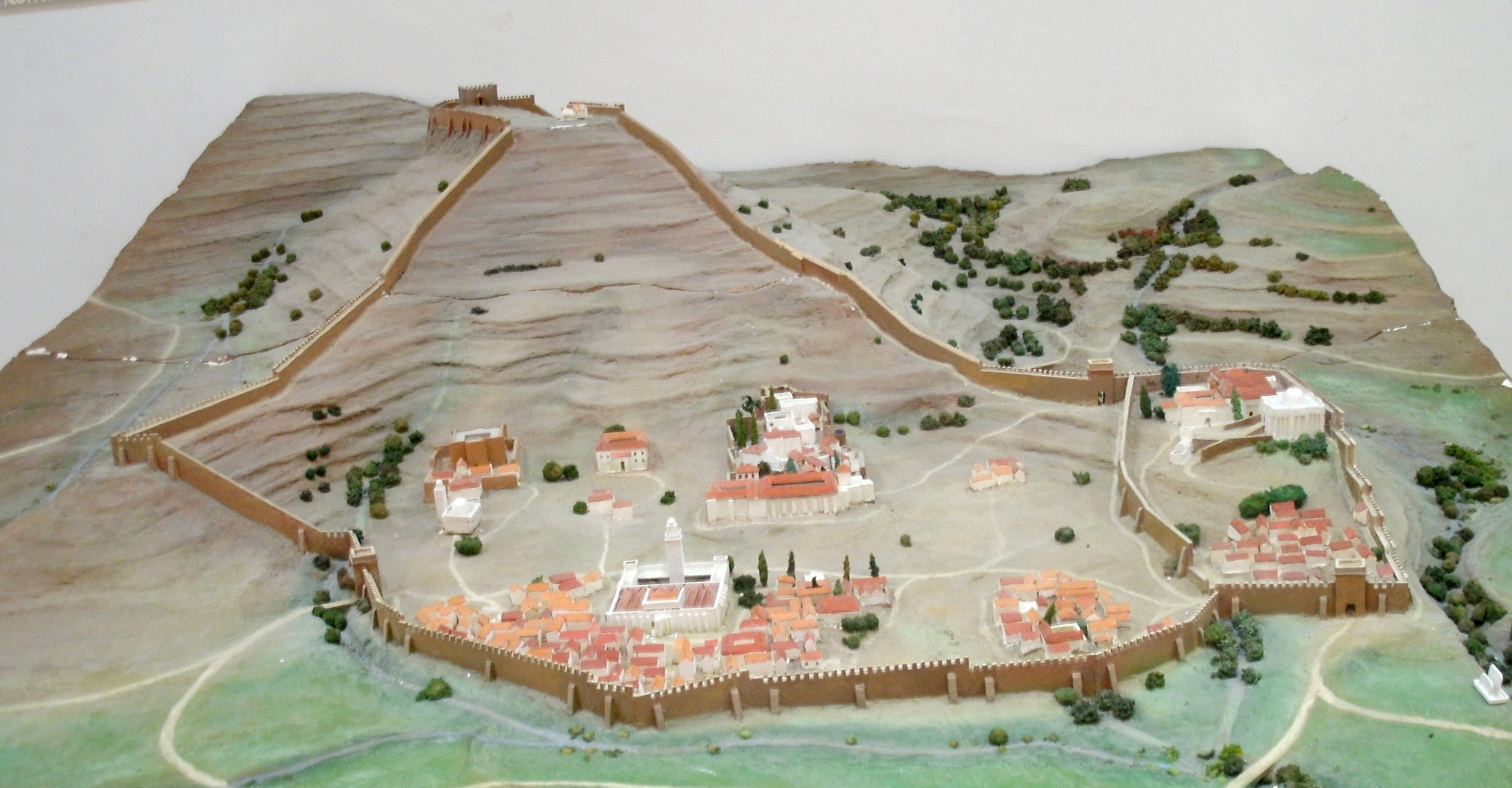
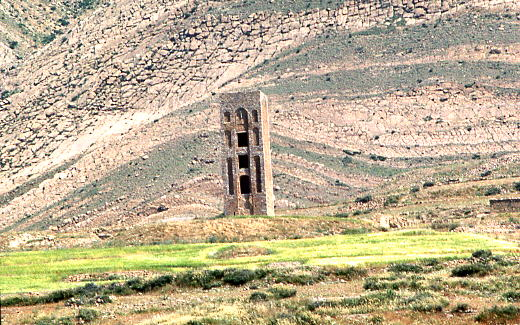
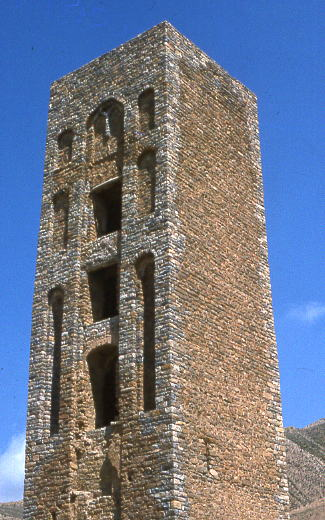
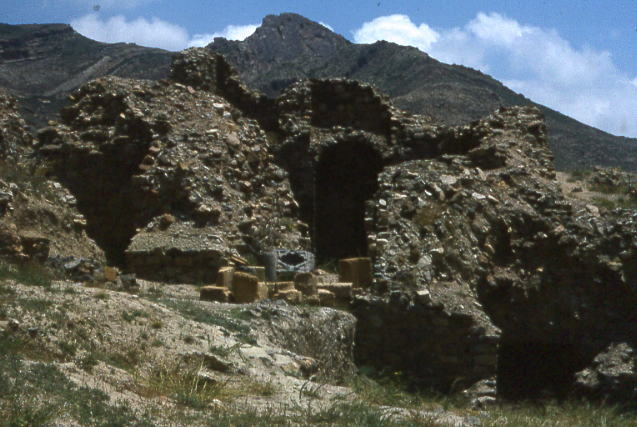
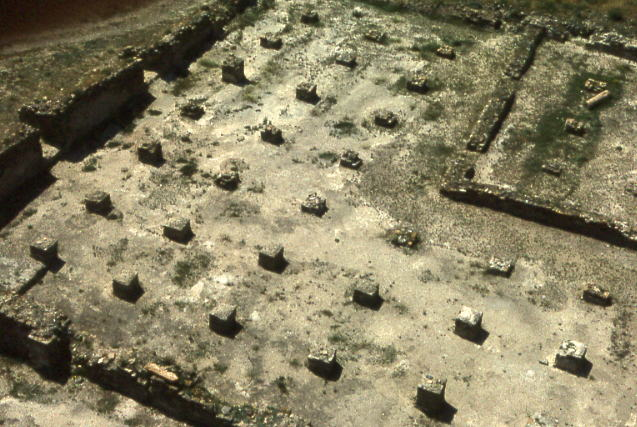
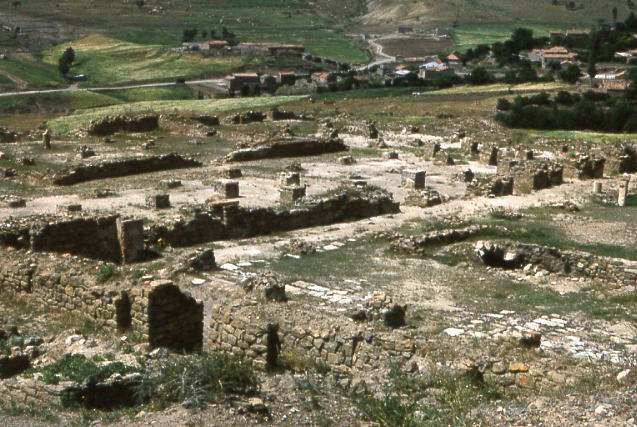
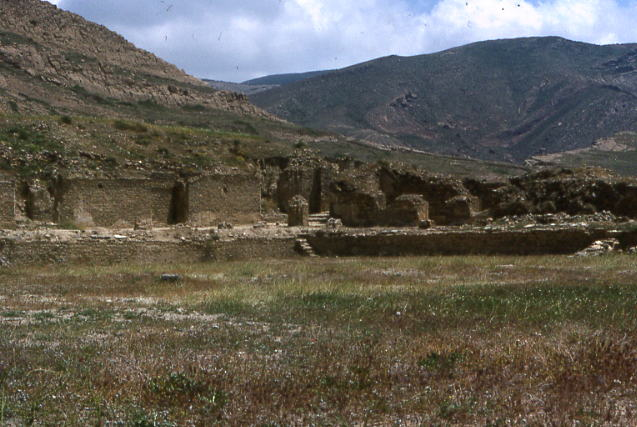
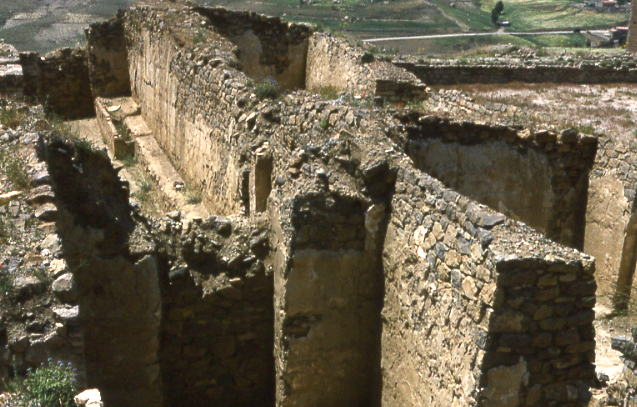
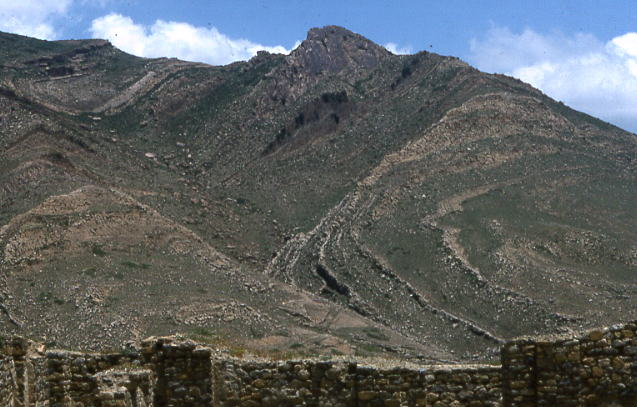
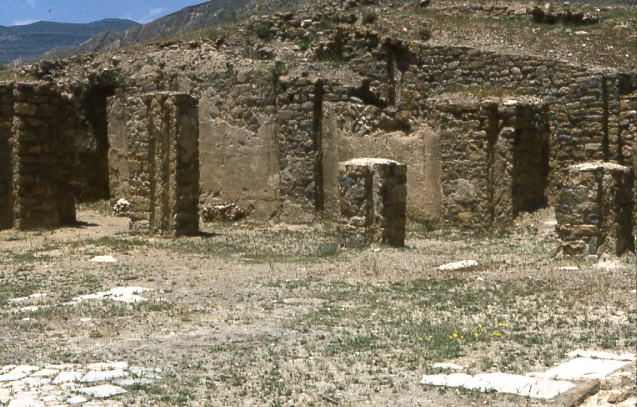
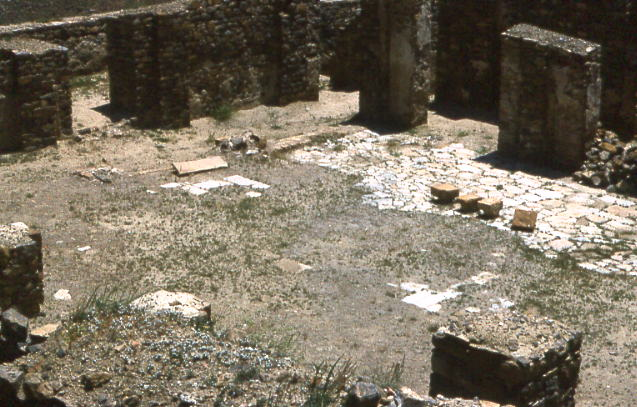
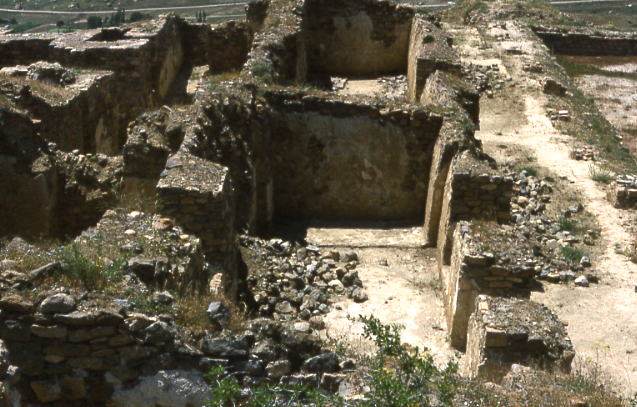
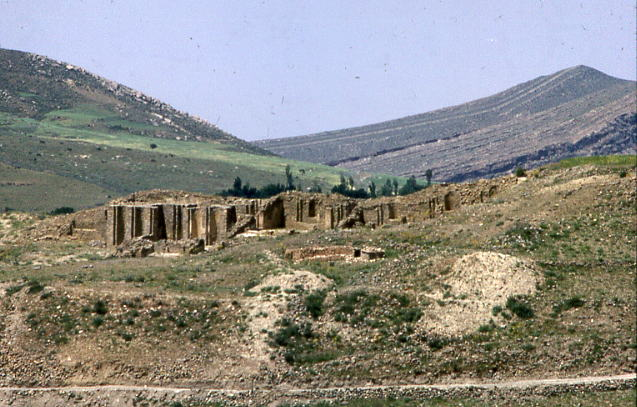
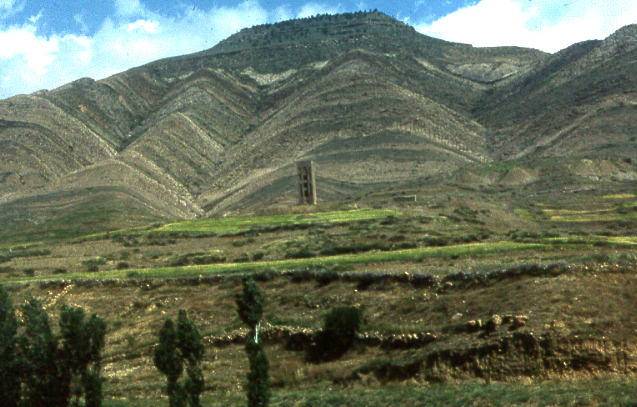
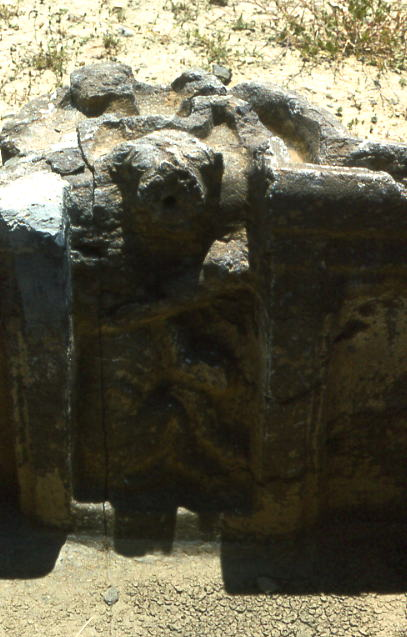
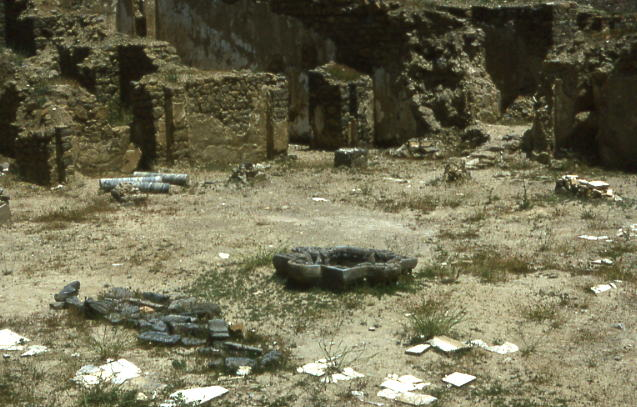